# Рустем Валаев
Рустем Валаев е руски драматург и писател.

## Биография и творчество
Рустем Георгиевич Валаев е роден на 1 януари 1900 г. в Грозни, Руска империя. По произход е осетинец. Баща му е минен инженер. През 1909 г. майка му, като главен редактор, и баща му издават вестник „Хабар“. 
Учи във владикавказката гимназия, а през 1924 г. завършва Ленинградския институт за живо слово. По време на следването си публикува първите си стихотворения и разкази. След дипломирането си остава до 1934 г. да живее в Ленинград с по-малкия си брат Ростислав. Прави театрални постановки, като голям успех има с адаптацията на романа на Фьодор Гладков „Цимент“ през 1926 г. в Театъра на Съвета на Москва. 
Пише собствени пиеси, от които по-популярни са били „Комедия для людей“, „Капитаны тонущих кораблей“ и „Высшая школа“. Някои от тях са подписани с псевдонима Галиат (име на село Галиат в Северна Осетия, където според писателя е бил роден).  Работи като сътрудник на издателство „Молодая гвардия“. Негови произведения са публикувани в списанията „Нева“, „Всемирная иллюстрация“ и др. Участва в поетическите вечери на Политехническия музей заедно с Есенин, Маяковски, Бенар, Городецки, Звягинцев. 
През 1934 г. е арестуван, заедно с много други, във връзка с убийството на Сергей Киров, който е познат на семейството му. Заедно с брат си са заточени в Соловки (трудов лагер на Соловецките острови). Освободен е и е реабилитиран през 1939 г. след като пише писмо до Президиума на осемнадесетия конгрес на КПСС. Ръкописите на двамата братя са били иззети и впоследствие изгубени. В Соловки среща украинския режисьор Лев Курбас, за когото пише разказа „За Кремлевской стеной“, който не е публикуван официално, а само чрез самиздат. 
След войната работи в геоложки предприятия. От 1947 г. живее и твори в Киев. Въпреки реабилитацията му, до 1960 г. не издаван. Става член на Съюза на съветските писатели през 1962 г. 
През 1960 г. издателство „Съветски писател“ издава сборника му с разкази „Ветры горные“, а през 1966 г. издателство „Радянский писменик“ сборника „Индиго“. 
През 1973 г. е публикуван известният му роман „Легенди за скъпоценните камъни“. 
Рустем Валаев умира на 9 октомври 1977 г. в Киев, където е погребан. 

## Произведения

### Сборници
- Ветры горные (1960) – сборник разкази
- Индиго (1966) – сборник разкази, с Ростислав Валаев
- Новеллы о драгоценных камнях (1970)
- Алмаз – камень хрупкий (1973) – сборник новели
Легенди за скъпоценните камъни, изд.: „Наука и изкуство“, София (1982), прев. Вихра Гочева